# شارل الثالث دوق بوربون
شارل الثالث دوق بوربون (17 فبراير 1490 - 6 مايو 1527)؛ كان قائد عسكري فرنسي، وكونت مونبنسييه، كليرمون، ودوفين أوفرن منذ عام 1501 حتى 1523، ثم دوق بوربون وأوفرن وكونت كليرمون إن بوفيه وفورز ولا مارش ، وسينيور بوجو منذ 1505 حتى 1521، وفضلاً عن ذلك أصبح كندسطبل في فرنسا منذ 1515 حتى 1521، وكان يُعرف أيضًا باسم كونستابل بوربون، وكان آخر سليل اللوردات الإقطاعيين الكبار الذين عارضوا ملك فرنسا، في وقت لاحق قاد قوات الإمبراطور الروماني المقدس شارلكان فيما عُرف حدث نهب روما عام 1527، حيث قُتل خلال هذه الأحداث.

## السيرة الذاتية
ينتسب شارل إلى آل بوربون من فرع الأكبر، يرجع نسب أسرة بوربون إلى العائلة الفرنسية الحاكمة، ولد في مونبنسييه بحيث أنه الابن الثاني للكونت جيلبرت من مونبنسييه من زوجته كلارا غونزاغا (1 يوليو 1464 - 2 يونيو 1503)؛ توفي جيلبرت عام 1496، في حين توفي شقيقه الأكبر لويس الثاني دون زواج عام 1501، تاركًا شارل وريثًا لألقاب العائلة والأراضي الشاسعة في أوفيرن.
تزوج شارل من ابنة عمه سوزان دوقة بوربون، يعتبر زواج سلالياً يهدف إلى تسوية مسألة خلافة ممتلكات آل بوربون الكبار، لأن حماه الدوق بيير الثاني كان آخر سليل آل بوربون الكبار، ولم يكن له وريث ذكر، ولأن شارل سليل جده، بالتالي يعتبر وريث عائلة بوربون، في حين كانت سوزان الوريثة الأساسية، ومع الزواج يصبح شارل دوق بوربون بلا منازع، وكان هذا التعزيز مهمًا لسبب آخر أيضا: بوفاة شارل الرابع دوق ألونسون في عام 1525، أصبح شارل في مرتبة الثانية على خلافة العرش الفرنسي بعد أبناء الملك الفرنسي فرانسوا الأول الثلاثة.
ميز شارل نفسه بالفعل كجندي خلال الحروب الإيطالية، بحيث تم تعيينه كـ كندسطبل من قبل الملك فرانسوا الأول منذ عام 1515، وتمت مكافأته على خدماته في معركة مارينيانو (حيث قاد الطليعة) بجوار حاكم ميلانو، ومع ذلك كان فرانسوا غير مرتاح مع الدوق المبتاهي والثري، بحيث سرعان ما استدعاه من ميلانو ورفض الوفاء بديونه، زاد غضب شارل بعد تعيين شارل الرابع دوق ألونسون صهر فرانسوا كقائد للطليعة خلال الحملات في هولندا، وهو المنصب الذي كان ينبغي أن يكون له.

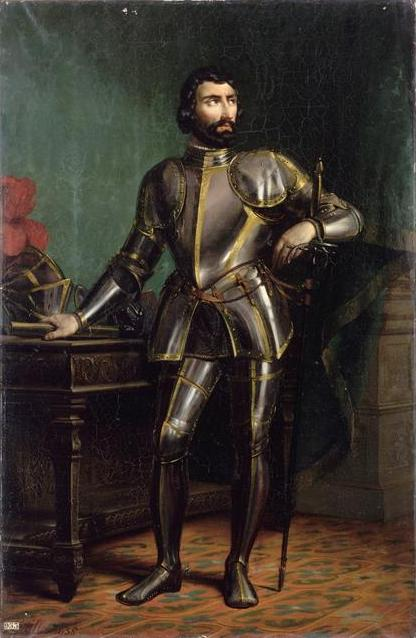
صورة معاصرة للدوق شارل من القرن الثامن عشر، وهو مرتدياً دروع القتال.

أثارت وفاة زوجته عام 1521 دون وريث، الشرخ الأخير بينهما، رغم أن سوزان تركت جميع ممتلكاتها لزوجها وابن عمها شارل، لكن والدة الملك لويز السافوية ادعت بأنها الوريثة باعتبارها حفيدة شارل الأول دوق بوربون.وابنة عمة سوزان من الدرجة الأولى، واقترحت تسوية الخلاف بالزواج من شارل، رفض الاقتراح لأن لويز كان آنذاك عمرها أكثر من خمسة وأربعين عامًا وأكبر منه بأربعة عشر عامًا، نيابة عن والدته صادر فرانسوا جزءًا من ممتلكات بوربون قبل فتح الدعوى، نظرًا لعدم وجود أمل في السيادة، أبرم شارل اتفاقًا سريًا لخيانة ملكه وعرض خدماته على الإمبراطور شارلكان، ابتكر الإمبراطور والكندسطبل (شارل الثالث) وحليفهم الملك هنري الثامن ملك إنجلترا خطة حول تقسيم فرنسا لكن هذا لم يفلح لأنه تم اكتشاف المؤامرة، وتجريد شارل من مناصبه وأعلن أنه خائن، وفر نحو إيطاليا عام 1523 ودخل الخدمة في الإمبراطورية عدو فرنسا اللدود.
ومنذ 1524 شارك في أحداث التي أدت إلى معركة بافيا التي أصبحت كارثية على وطنه بحيث أُسر فيها الملك، أعطى الإمبراطور شارلكان له قيادة جيش مختلط من الإسبان والألمان (والذي شمل عددًا من اللوثريين) لإرسال خطاب لتوبيخ البابا كليمنت السابع الذي أهمل إمداد هذا الجيش بالمال والطعام، ولم يكن شارل قادرًا على الحفاظ على أوضاع الجيش سويًا إلا بوعودهم بالنهب، على الرغم من أن كليمنت رتب هدنة مع الإمبراطور، إلا أن الجيش واصل تقدمه، ووصل إلى أعتاب أسوار روما في مايو 1527، وزعمت وفاة شارل على يد الفنان والصائغ بينفينوتو تشيليني بأنه أطلق الرصاصة التي قتله - خارج الأسوار مما أدى تفاقم الأمر وبالتالي إلى نهب روما.

## التراث
من خلال زوجته سوزان أنجبت له فرانسوا كونت كليرمون (17-1518)؛ وتؤام (1518)؛ رسميًا نظرًا لعدم بقاء أي منهما على قيد الحياة سواء أقل من عام، انقرضت فرع الأكبر من خط الذكور مع وفاته في المعركة، ولم يُسمح الملك للفرع الأصغر (دوقات فاندوم) بالوراثة، لأن شارل خسر ممتلكاته بسبب الخيانة، ومع ذلك تم تمرير كونتية مونبنسييه ودوفينة أوفيرن (ولكن ليس دوقية بوربون)؛ والتي كانت في الأساس من ممتلكات عائلته لاحقًا إلى أخته شقيقته الكبرى لويز التي كانت متزوجة من لويس أمير لا روش سور يون هو عضو من أسرة بوربون الصغرى دوقات فاندوم، استمر فرع دوقات مونبنسييه حتى وفاته أخر أحفادها آن ماري لويز الأورليانية في 1693.